# الصناعى (القفر)

تعديل مصدري - تعديل

الصناعى محلة تابعة لقرية البياحى، التابعة لعزلة بني سيف العالي بمديرية القفر إحدى مديريات محافظة إب في الجمهورية اليمنية، بلغ تعداد سكانها 103 حسب تعداد اليمن لعام 2004.